# Fosforilaza
Fosforilaza (EC 2.4.1.1, mišićna fosforilaza a i b, amilofosforilaza, polifosforilaza, amilopektinska fosforilaza, glukanska fosforilaza, alfa-glukanska fosforilaza, 1,4-alfa-glukanska fosforilaza, glukozanska fosforilaza, glikogenska fosforilaza, granulozna fosforilaza, maltodekstrinska fosforilaza, mišićna fosforilaza, miofosforilaza, fosforilaza krompira, skrobna fosforilaza, 1,4-alfa-D-glukan:fosfat alfa--glukoziltransferaza) je enzim sa sistematskim imenom (1->4)-alfa-D-glukan:fosfat alfa--glukoziltransferaza. Ovaj enzim katalizuje sledeću hemijsku reakciju
[(1->4)-alfa--glukozil] + fosfat {\displaystyle \rightleftharpoons } [(1->4)-alfa--glukozil]-1 + alfa-D-glukoza 1-fosfat
Prirodni supstrati su između ostalog maltodekstrin fosforilaza, skrob fosforilaza, i glikogen fosforilaza.

## Spoljašnje veze
- Phosphorylase на 